# 投射测验

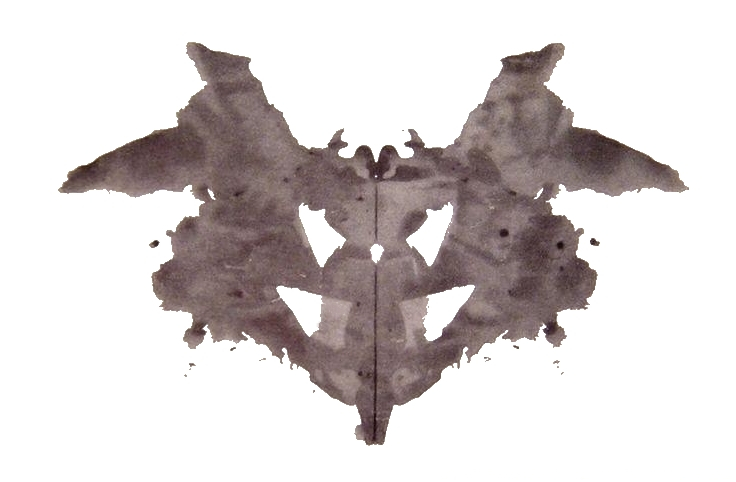
墨迹测验是最著名并广泛运用的一类投射测验

投射测验，是心理学的一类人格测试方法，和客观测验（Objective test）不同，其测试给受测者一系列的模糊刺激，要求受测者叙述模式、完成图示或讲述故事。
最常用的投射测验，包括罗夏墨迹测验和主题理解测验（Thematic Apperception Test）。

## 分析
最初投射测验用于判定病人人格，因为投射测验刺激并不清晰，其反应部分取决于被试（受测者）带入情境的内在情感、个人动机和先前经验。但是由于其缺乏信度和效度，该类试验没有标准答案和规范的诊断技术，其测试方法和结论饱受质疑。

## 延伸阅读
- Theodor W. Adorno, et al. (1964). The Authoritarian Personality. New York: John Wiley & Sons.
- Lawrence Soley & Aaron Lee Smith (2008). Projective Techniques for Social Science and Business Research. Milwaukee: The Southshore Press.